# La Chapelle-sur-Oudon
Pour les articles homonymes, voir La Chapelle.
Ne doit pas être confondu avec Chapelle-sur-Moudon.
La Chapelle-sur-Oudon est une ancienne commune française située dans le département de Maine-et-Loire, en région Pays de la Loire.
Elle est depuis le 15 décembre 2016 intégrée à la nouvelle commune de Segré-en-Anjou Bleu.

## Géographie
La Chapelle-sur-Oudon est située dans le Segréen, à 4 km de Segré, à une quinzaine de kilomètres du Lion d'Angers et à une trentaine de kilomètres d'Angers. Elle est contournée depuis 2003 par la route RD 775 (axe Angers-Rennes).
Son territoire se trouve sur l'unité paysagère du Plateau du Segréen.

## Histoire
Pendant la Première Guerre mondiale, 24 habitants perdent la vie. Lors de la Seconde Guerre mondiale, deux habitants sont tués.

## Politique et administration

### Administration municipale

#### Administration actuelle
Depuis le 15 décembre 2016, La Chapelle-sur-Oudon constitue une commune déléguée au sein de la commune nouvelle de Segré-en-Anjou Bleu et dispose d'un maire délégué.
| Période                                  | Période  | Identité            | Étiquette | Qualité |
| ---------------------------------------- | -------- | ------------------- | --------- | ------- |
| décembre 2016                            | mai 2020 | Germain Passelande  |           |         |
| mai 2020                                 |          | Jean-Claude Granier |           |         |
| Les données manquantes sont à compléter. |          |                     |           |         |

#### Administration ancienne
| Période                                  | Période       | Identité           | Étiquette | Qualité                          |
| ---------------------------------------- | ------------- | ------------------ | --------- | -------------------------------- |
| Les données manquantes sont à compléter. |               |                    |           |                                  |
| avant 1977                               | après 1977    | M. de Pimodan      |           |                                  |
| 1995                                     | 2002          | Michel Augeul      |           | Agriculteur retraité             |
| 2002                                     | décembre 2016 | Germain Passelande |           | Directeur de production retraité |

### Ancienne situation administrative
La commune était membre de la communauté de communes du Canton de Segré, elle-même membre du syndicat mixte Pays de l'Anjou bleu, Pays segréen, jusqu'à son intégration dans Segré-en-Anjou Bleu.

## Population et société

### Démographie

#### Évolution démographique
L'évolution du nombre d'habitants est connue à travers les recensements de la population effectués dans la commune depuis 1793. À partir du 1er janvier 2009, les populations légales des communes sont publiées annuellement dans le cadre d'un recensement qui repose désormais sur une collecte d'information annuelle, concernant successivement tous les territoires communaux au cours d'une période de cinq ans. 
Pour les communes de moins de 10 000 habitants, une enquête de recensement portant sur toute la population est réalisée tous les cinq ans, les populations légales des années intermédiaires étant quant à elles estimées par interpolation ou extrapolation. Pour la commune, le premier recensement exhaustif entrant dans le cadre du nouveau dispositif a été réalisé en 2008,.
En 2014, la commune comptait 568 habitants, en évolution de −2,24 % par rapport à 2009 (Maine-et-Loire : +3,3 %, France hors Mayotte : +2,49 %).
| 1793 | 1800 | 1806 | 1821 | 1831 | 1836 | 1841 | 1846 | 1851 |
| ---- | ---- | ---- | ---- | ---- | ---- | ---- | ---- | ---- |
| 845  | 553  | 847  | 847  | 782  | 750  | 750  | 798  | 781  |

| 1856 | 1861 | 1866 | 1872 | 1876 | 1881 | 1886 | 1891 | 1896 |
| ---- | ---- | ---- | ---- | ---- | ---- | ---- | ---- | ---- |
| 777  | 729  | 720  | 746  | 673  | 693  | 671  | 654  | 617  |

| 1901 | 1906 | 1911 | 1921 | 1926 | 1931 | 1936 | 1946 | 1954 |
| ---- | ---- | ---- | ---- | ---- | ---- | ---- | ---- | ---- |
| 621  | 631  | 693  | 550  | 548  | 547  | 516  | 534  | 562  |

| 1962 | 1968 | 1975 | 1982 | 1990 | 1999 | 2008 | 2013 | 2014 |
| ---- | ---- | ---- | ---- | ---- | ---- | ---- | ---- | ---- |
| 490  | 503  | 529  | 532  | 529  | 483  | 571  | 551  | 568  |

#### Pyramide des âges
La population de la commune est relativement jeune. Le taux de personnes d'un âge supérieur à 60 ans (20,7 %) est en effet inférieur au taux national (21,8 %) et au taux départemental (21,4 %).
À l'instar des répartitions nationale et départementale, la population féminine de la commune est supérieure à la population masculine. Le taux (51 %) est du même ordre de grandeur que le taux national (51,9 %).
La répartition de la population de la commune par tranches d'âge est, en 2008, la suivante :
- 49 % d’hommes (0 à 14 ans = 21,4 %, 15 à 29 ans = 18,2 %, 30 à 44 ans = 23,2 %, 45 à 59 ans = 17,5 %, plus de 60 ans = 19,7 %) ;
- 51 % de femmes (0 à 14 ans = 24,7 %, 15 à 29 ans = 17,9 %, 30 à 44 ans = 23,7 %, 45 à 59 ans = 12 %, plus de 60 ans = 21,6 %).

| Hommes | Classe d’âge | Femmes |
| ------ | ------------ | ------ |
| 0,0    | 90 ans ou +  | 0,3    |
| 5,4    | 75 à 89 ans  | 3,4    |
| 14,3   | 60 à 74 ans  | 17,9   |
| 17,5   | 45 à 59 ans  | 12,0   |
| 23,2   | 30 à 44 ans  | 23,7   |
| 18,2   | 15 à 29 ans  | 17,9   |
| 21,4   | 0 à 14 ans   | 24,7   |

| Hommes | Classe d’âge | Femmes |
| ------ | ------------ | ------ |
| 0,4    | 90 ans ou +  | 1,1    |
| 6,3    | 75 à 89 ans  | 9,5    |
| 12,1   | 60 à 74 ans  | 13,1   |
| 20,0   | 45 à 59 ans  | 19,4   |
| 20,3   | 30 à 44 ans  | 19,3   |
| 20,2   | 15 à 29 ans  | 18,9   |
| 20,7   | 0 à 14 ans   | 18,7   |

## Économie
Sur 36 établissements présents sur la commune à fin 2010, 33 % relevaient du secteur de l'agriculture (pour une moyenne de 17 % sur le département), aucun du secteur de l'industrie, 22 % du secteur de la construction, 39 % de celui du commerce et des services et 6 % du secteur de l'administration et de la santé.

## Culture locale et patrimoine

### Lieux et monuments
- Le château et l'hippodrome de la Lorie.
En 1979, Jean-Claude Brialy, réalise au château de la Lorie, un téléfilm Les Malheurs de Sophie. Il se rendait quotidiennement dans le village de Chambellay, situé à une dizaine de kilomètres, pour regagner la demeure de ses grands-parents qu'il avait acquise.
- Le presbytère.
- Château de La Gemmeraie.